# 삼성 갤럭시 와이드 시리즈

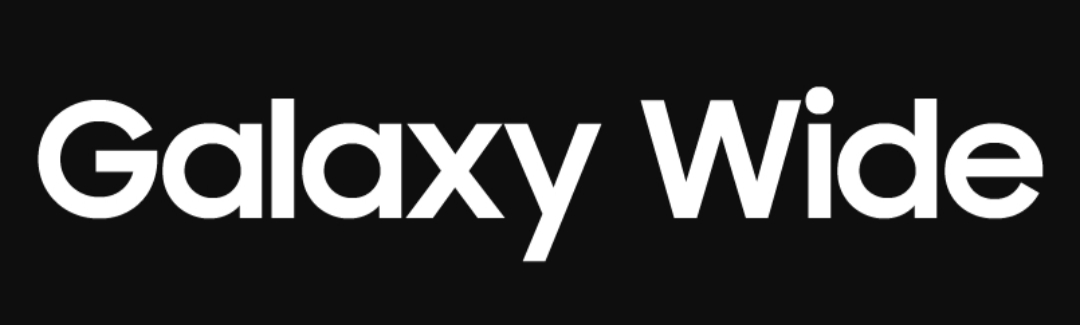
삼성 갤럭시 와이드의 로고.

삼성 갤럭시 와이드 시리즈는 삼성전자의 안드로이드 스마트폰 브랜드이다.

## 상세
삼성전자가 대한민국의 이동통신사인 SK텔레콤을 통해 출시하는 스마트폰 브랜드이다. 즉, 특정 이동통신사 타겟 브랜드이다.
다만, 와이드 3를 제외하고 와이드 1, 와이드 2는 기기 기획 및 설계 단계부터 완전히 고려된 SK텔레콤 전용 스마트폰은 아니며 기존에 글로벌 시장에 출시되었으나 한국 시장에는 출시되지 않았던 갤럭시 On 시리즈 소속 스마트폰과 갤럭시 J 시리즈 소속 스마트폰을 편입시켜서 출시하고 있다. 갤럭시 와이드 3는 와이드 시리즈 최초의 오리지널 모델로 보인다...였으나 모델명부터가 Jxxx이며, 대충 보면 갤럭시 J7 2017의 파생 모델을 떠올리게 하는 SM-J737S인 걸로 보아서 갤럭시 J7의 북미 시장용으로 개발했다가 모종의 이유로 갤럭시 와이드 시리즈에 편입시켜 SK텔레콤에 선출시한 것으로 보이며, 결국 북미 시장에서는 AP 변경을 거쳐 갤럭시 J7 2018 에디션으로 출시되었다. 다만, 갤럭시 와이드4는 갤럭시 A20을 편입시켜서 출시했다. 브랜드 통합 정책에 따라 갤럭시 J 시리즈 중 J7급의 라인업은 A시리즈 중 중저가 하위 라인업으로, J5 이하 급의 라인업은 갤럭시 M 시리즈로 들어갔기 때문에 J7급의 기기를 들여오거나 선출시했던 전례에 따라 갤럭시 A시리즈의 하위 라인업을 들여온 듯 하다.

## 같이 보기
- 삼성 갤럭시
- 삼성 갤럭시 S 시리즈
- 삼성 갤럭시 A 시리즈
- 삼성 갤럭시 M 시리즈
- 삼성 갤럭시 F 시리즈
- 삼성 갤럭시 J 시리즈
- 삼성 갤럭시 노트 시리즈
- 삼성 갤럭시 탭 시리즈
- 안드로이드
- 구글